# 1987 v športu
1987 v športu.

## Avto - moto šport
- Formula 1: Nelson Piquet, Brazilija, Williams – Honda, je slavil s tremi zmagami in 73 točkami, konstruktorski naslov je šel v roke moštvu Williams – Honda
- 500 milj Indianapolisa: slavil je Al Unser, Sr., ZDA, z bolidom March/Cosworth, za moštvo Penske Racing, Inc[1]

## Kolesarstvo
- Tour de France 1987: Stephen Roche, Irska
- Giro d'Italia: Stephen Roche, Irska

## Košarka
- Pokal evropskih prvakov: Olimpia (Tracer) Milan
- NBA: Los Angeles Lakers slavijo s 4 proti 2 v zmagah nad Boston Celticsi, MVP finala je Magic Johnson[2]
- Evropsko prvenstvo v košarki 1987: 1. Grčija, 2. Sovjetska zveza, 3. Jugoslavija[3]

## Nogomet
- Pokal državnih prvakov: Porto premaga s 2-1 Bayern[4]

## Smučanje
- Alpsko smučanje:  
  - Svetovni pokal v alpskem smučanju, 1987: 
    - Moški: Pirmin Zurbriggen, Švica[5]
    - Ženske: Maria Walliser, Švica[6]

  - Svetovno prvenstvo v alpskem smučanju – Crans Montana 1987: 
    - Moški:
    - Slalom: Frank Wörndl, Nemčija
    - Veleslalom: Pirmin Zurbriggen, Švica
    - Superveleslalom: Pirmin Zurbriggen, Švica
    - Smuk: Peter Müller, Švica
    - Kombinacija: Marc Girardelli, Luksemburg
    - Ženske:
    - Slalom: Erika Hess, Švica
    - Veleslalom: Vreni Schneider, Švica
    - Superveleslalom: Maria Walliser, Švica
    - Smuk: Maria Walliser, Švica
    - Kombinacija: Erika Hess, Švica
- Nordijsko smučanje: 
  - Svetovni pokal v smučarskih skokih 1987: 
    - Moški: 1. Vegard Opaas, Norveška, 2. Ernst Vettori, Avstrija, 3. Andreas Felder, Avstrija[7]
    - Pokal narodov: 1. Norveška, 2. Finska, 3. Avstrija

  - Svetovno prvenstvo v nordijskem smučanju – Oberstdorf 1987:
  - Smučarski skoki: 
    - Srednja skakalnica: Jiří Parma, Češkoslovaška
    - Velika skakalnica: Andreas Felder, Avstrija
    - Ekipno: 1. Finska, 2. Norveška, 3. Avstrija

## Tenis
- Turnirji Grand Slam za moške:
  - 1. Odprto prvenstvo Avstralije: Stefan Edberg, Švedska[8]
  - 2. Odprto prvenstvo Francije: Ivan Lendl, Češkoslovaška
  - 3. Odprto prvenstvo Anglije – Wimbledon: Pat Cash, Avstralija[9]
  - 4. Odprto prvenstvo ZDA: Ivan Lendl, Češkoslovaška
- Turnirji Grand Slam za ženske:
  - 1. Odprto prvenstvo Avstralije: Hana Mandlíková, Češkoslovaška[10]
  - 2. Odprto prvenstvo Francije: Steffi Graf, Nemčija
  - 3. Odprto prvenstvo Anglije – Wimbledon: Martina Navratilova, ZDA[11]
  - 4. Odprto prvenstvo ZDA: Martina Navratilova, ZDA
- Davisov pokal: Švedska slavi s 5-0 nad Indijo[12]

## Hokej na ledu
- NHL – Stanleyjev pokal: Edmonton Oilers slavijo s 4 proti 3 v zmagah nad Philadelphia Flyers
- SP 1987: 1. Švedska, 2. Sovjetska zveza, 3. Češkoslovaška[13]

## Rojstva
- 2. januar: Rok Drakšič, slovenski judoist
- 16. januar: Piotr Żyła, poljski smučarski skakalec
- 19. januar: Andrea Dettling, švicarska alpska smučarka
- 20. januar: Marco Simoncelli italijanski motociklistični dirkač († 2011)
- 21. januar: Maša Zec Peškirič, slovenska tenisačica
- 24. januar: Luis Suárez, urugvajski nogometaš
- 2. februar: Gerard Piqué, španski nogometaš
- 12. februar: Antonín Hájek, češki smučarski skakalec
- 14. februar: Edinson Cavani, urugvajski nogometaš
- 19. februar: Brandon Hicks, ameriški bejzbolist
- 6. marec: Kevin-Prince Boateng, nemški nogometaš
- 24. marec: Benjamin Savšek, slovenski kanuist
- 9. april: Evander Sno, nizozemski nogometaš
- 19. april: Marija Šarapova, ruska tenisačica
- 4. maj: Cesc Fàbregas, španski nogometaš
- 15. maj: Andy Murray, škotski tenisač
- 25. maj: Kamil Stoch, poljski smučarski skakalec
- 24. junij: Lionel Messi, argentinski nogometaš
- 1. avgust: Jakov Fak, hrvaški biatlonec, ki nastopa za Slovenijo
- 19. avgust: Nico Hülkenberg, nemški dirkač
- 19. avgust: Jaka Klobučar, slovenski košarkar
- 22. september: Tom Hilde, norveški smučarski skakalec
- 28. september: Filip Flisar, slovenski smučar prostega sloga v disciplini smučarski kros
- 22. oktober: Mikkel Hansen, danski rokometaš
- 6. november: Ana Ivanović, srbska tenisačica
- 20. november: Gina Stechert, nemška alpska smučarka
- 8. december: Susanne Riesch, nemška alpska smučarka
- 19. december: Karim Benzema, francoski nogometaš

## Smrti
- 10. februar: Andy Linden, ameriški dirkač (* 1922)
- 1. marec: Wolfgang Seidel, nemški dirkač Formule 1 (* 1926)
- 15. marec: Red Dutton, kanadski hokejist (* 1898)
- 20. marec: Ernst Karlberg, švedski hokejist (* 1901)
- 25. marec: Carolin Antoinette Babcock Stark, ameriška tenisačica (* 1912)
- 1. april: Henri Cochet, francoski tenisač (* 1901)
- 3. april: Hans Cattini, švicarski hokejist (* 1914)
- 15. april: Samuel Rothschild, kanadski profesionalni hokejist (* 1899)
- 23. avgust: Didier Pironi, francoski dirkač Formule 1 (* 1952)
- 26. september: Ethel Catherwood, kanadska atletinja (* 1908)
- 19. oktober: Hermann Lang, nemški dirkač Formule 1 (* 1909)
- 20. oktober: Lars-Erik Sjöberg, švedski hokejist (* 1944)
- 18. november: Jacques Anquetil, francoski kolesar (* 1934)
- 19. november: George Hayes, kanadski hokejski sodnik (* 1914)